# 阿塞里奧德加里切
阿塞里奧德加里切（西班牙語：Aserrío de Gariché），是巴拿馬的城鎮，位於該國西部，由奇里基省的布加瓦區負責管轄，面積98.8平方公里，海拔高度31米，2010年人口11,072，人口密度每平方公里112.1人。